# استاد ليو
استاد ليو (بالإنجليزية: Leo Stadium)‏ هو ملعب كرة قدم يقع في محافظة باثوم ثاني، تايلاند، يتسع لـ 13,000 متفرج.

## التاريخ
افتتح الملعب في 2010.